# Émenon de Poitiers
Émenon Ier (mort en 866) est comte de Poitiers de 828 à 839, de Périgueux de 845 à 866 et d'Angoulême de 864 à 866. Il est probablement membre de la famille des Guilhelmides et a soutenu les rois Pépin Ier et Pépin II contre l'empereur Louis le Pieux.

## Biographie
On ignore qui le nomme à son poste de comte, mais il s'agit probablement de Pépin Ier d'Aquitaine. Cependant, il semble que son prédécesseur avait été destitué par Louis le Pieux pour trahison, et on ne voit pas pour quelle raison l'empereur aurait négligé de s'assurer de la fidélité du nouveau comte. Il est présent peu après au plaid de Chasseneuil, en tant que comte de Poitiers. Mais il se révèle par la suite fidèle sujet du roi Pépin Ier d'Aquitaine, le secondant même lors des révoltes de ce dernier contre l'empereur. C'est à cette époque que le pays d'Herbauges est détaché du Poitou au bénéfice du comte Renaud.
La révolte éclate au printemps 830, et Lothaire Ier, fils aîné de Louis le Pieux, oblige son père à l'associer au trône et contraint la femme de l'empereur, Judith de Bavière, à prendre le voile à l'abbaye Sainte-Croix de Poitiers. Il s'ensuit quatre ans de guerre, jusqu'en 834 quand Louis le Pieux reprend le pouvoir et écarte Lothaire. Un équilibre pacifique entre les factions se maintient alors, jusqu'à la mort du roi Pépin Ier (838). L'empereur donne alors l'Aquitaine à son dernier fils, le futur Charles le Chauve. Gérard, comte d'Auvergne, Ratier, comte de Limoges, Renaud, comte d'Herbauges, et Ébroïn, évêque de Poitiers, se rallient au nouveau roi, mais Émenon et son frère Bernard s'y refusent et se révoltent en soutenant Pépin II, fils de Pépin Ier, suivis par leur frère Turpion, comte d'Angoulême, et Séguin, comte de Saintes et de Bordeaux. Louis le Pieux intervient immédiatement, prend Poitiers à Noël 839, en chasse Émenon et donne le comté à Ramnulf Ier, fils de Gérard d'Auvergne.
Émenon se réfugie chez son frère Turpion, comte d'Angoulême. Il fait cependant sa soumission et apparait à la cour impériale dès 840 et Pépin II le nomme comte de Périgueux en 845. Pépin II est déposé en 848, son oncle Charles le Chauve lui succède et confirme Émenon comme comte de Périgueux. Il succède à son frère Turpion comme comte d'Angoulême en 863 tout en conservant Périgueux. Il meurt trois ans plus tard à Rancogne, le 22 juillet 866, des blessures reçues le 14 juin 866, lors d'un combat contre son cousin Landri, comte de Saintes, qui est également tué dans l'engagement.

## Filiation
Les seules certitudes sur sa famille sont ses frères Turpion († 863), comte d'Angoulême, et Bernard le Poitevin († 844), comte de Poitiers.
Sa filiation est incertaine et divise les historiens et les généalogistes. Il y a cependant un consensus sur le fait qu'il est un Guilhelmide, probablement parce que son fils le comte Adalelme de Troyes, son frère le comte Bernard le Poitevin et son neveu Bernard de Gothie portent des prénoms guilhelmides. À ces rencontres onomastiques s'ajoutent le fait qu'à Bernard de Gothie furent confiés le marquisat de Gothie, précédemment tenu par Guillaume de Gellone et ses fils Gaucelme et Bernard de Septimanie, et le comté d'Autun, tenu par de nombreux Guilhelmides.
Pierre Riché, dans Les Carolingiens présente son frère Bernard le Poitevin comme un fils de Thierry d'Autun, un frère de Guillaume de Gellone, mais précise par ailleurs qu'une « famille issue d'Alleaume tient les comtés d'Angoulême et de Périgueux » (Alleaume, ou Adalhelm, est un autre frère de Guillaume de Gellone).
Michel Dillange est d'un avis similaire, puisqu'il présente un tableau généalogique où Émenon et Bernard sont fils d'Alleaume. Il pense en outre qu'Émenon est apparenté à son prédécesseur, le comte Bernard Ier de Poitiers.
Christian Settipani propose de voir en Émenon et Turpion des fils du comte Bernard Ier de Poitiers, lui-même fils d'Alleaume. Quant à sa mère, il propose une fille d'Émenon († 823), comte de Cahors cité en 778.

## Mariage et enfants
Aucun document contemporain ne mentionne le nom de ses épouses, et c'est par la différence d'âge de ses enfants que l'on a pu en déduire qu'il fut marié deux fois. D'une première épouse, fille de Sanche Ier Loup, duc de Vasconie, il aurait eu :
- Arnaud, duc de Vasconie en 864.

Veuf, il se serait remarié avec une robertienne, fille d'Eudes Ier, comte de Troyes, et de Wandilmodis, et aurait eu :
- Adémar († 926), comte de Poitiers, puis d'Angoulême et de Périgueux[5] ;
- Adalelme († 894), comte de Troyes[5].